# Bastion Patsas
Bastion Patsas ist ein gepanzertes, allradgetriebenes Militärfahrzeug des französischen Militärfahrzeugherstellers ACMAT bzw. seit 2018 Arquus.
Vorgestellt wurde das Fahrzeug erstmals auf der Rüstungsmesse DSEI 2010 im Vereinigten Königreich. Entwickelt wurde das Fahrzeug für die Französischen Spezialkräfte und entspricht den Anforderungen von Streitkräften in Europa, Afrika und dem Mittleren Osten. Vor allem den Klimabedingungen im Mittleren Osten und Afrika ist das Fahrzeug angepasst und für den Nachteinsatz ausgerüstet.

## Versionen
- BASTION APC
- BASTION PATSAS
- BASTION APC Extreme Mobility

Der Bastion APC Extreme Mobility mit einer 320-PS-Maschine wurde 2012 aufgelegt. Diese Version bietet Platz für acht Truppmitglieder und zwei Personen der Fahrzeugcrew. Angetrieben wird das Fahrzeug von einem LKW-Dieselmotor und es verfügt über zwei 150-Liter-Tanks. Scheibenbremsen werden standardmäßig verbaut, ein Antiblockiersystem (ABS) vorn und hinten ist optional.
Das Fahrzeug ist mit vier Michelin-XZL-Reifen 365/80 R20 ausgestattet, was Fahrten durch Wasser bis zu einer Tiefe von 1 m gestattet.

## Ausrüstung
In der Standardversion bietet das Fahrzeug Platz für fünf Personen inklusive voller Ausrüstung. Vorbereitet ist das Fahrzeug für ein 12,7-mm-Maschinengewehr auf dem Dach und drei 40-mm-Maschinengranatwerfer (zwei hinten, einer vorn). Das Fahrzeug ist gegen Landminen von unten und ballistische Geschosse (Handwaffen) von der Seite geschützt.
Der PATSAS ist für den Lufttransport vorbereitet. Das Fahrzeug kann durch den Hubschrauber CH-47 Chinook oder die Militärtransporter C-130 Hercules, Transall C-160 oder Airbus A400M transportiert werden.

## Verbreitung
Daten aus
- Armenien – mind. 22[5]
- Äthiopien – 12
- Burkina Faso – 20
- Elfenbeinküste – 9
- Frankreich – 10 (für die Commandement des opérations spéciales)
- Gabun – 5
- Kamerun – 23
- Kenia – 12
- Mali – 18
- Mauretanien – 7
- Niger – 13
- Republik Kongo – 2
- Saudi-Arabien – 70
- Schweden – 6 (für die Särskilda operationsgruppen)
- Senegal – 7
- Somalia – 15
- Tansania – 12
- Togo – 30
- Tschad – 22 (für die Präsidentengarde)
- Tunesien – 4
- Uganda – 7